# Liste des stations de radio en Europe
Cet article présente une liste non exhaustive, recensant les réseaux et les stations de radio en Europe.

## Liste des radios par groupe

### Réseaux de radio privés pan-européens

#### Groupe NRJ
- NRJ / Energy : créée le 15 juillet 1981 ; diffuse en Allemagne, Autriche, Belgique, Bulgarie, Danemark, Finlande, France, Grèce, Liban, Norvège, Russie, Suède, Suisse, Ukraine, Maroc
- Chérie FM : créée le 28 mars 1987 ; diffuse en France et en Belgique (de 1990 à 2008)
- Nostalgie : créée le 16 septembre 1983 ; diffuse en Belgique (Wallonie, Flandre), France, Liban, Portugal, Russie, Suisse

#### Groupe RTL
- RTL : créée le 8 juin 1931 ; diffuse en Allemagne (104.6 RTL, RTL Radio), Belgique (Bel RTL), France (RTL, RTL2), Luxembourg (RTL Radio)
- Fun Radio : créée le 2 octobre 1985 ; Belgique, Fun Radio, France, Slovaquie

#### Lagardère Active
- Europe 1, Europe 2 (France), Evropa 2 (Slovaquie, Tchéquie), Europa Plus (Russie, Ukraine, Biélorussie, Moldavie, Arménie, Lettonie etc.)
- Radio Zet : Pologne

#### Autres radios
- M80 Radio (PRISA) : Espagne, Portugal
- Radio Maria
- Radio Monte-Carlo : France, Italie, Monaco, Russie, Suisse
- Virgin Radio : France, Italie, Turquie, anciennement au Royaume-Uni

## Liste des stations de radio

### Par pays
- Liste des stations de radio en Albanie
- Liste des stations de radio en Allemagne
- Liste des stations de radio en Andorre
- Liste des stations de radio en Arménie
- Liste des stations de radio en Azerbaïdjan
- Liste des stations de radio en Belgique
- Liste des stations de radio en Biélorussie
- Liste des stations de radio en Bosnie-Herzégovine
- Liste des stations de radio en Bulgarie
- Liste des stations de radio à Chypre
- Liste des stations de radio en Croatie
- Liste des stations de radio au Danemark
- Liste des stations de radio en Espagne
- Liste des stations de radio en Estonie
- Liste des stations de radio en Finlande
- Liste des stations de radio en France
- Liste des stations de radio en Géorgie
- Liste des stations de radio en Grèce
- Liste des stations de radio en Hongrie
- Liste des stations de radio en Irlande
- Liste des stations de radio en Islande
- Liste des stations de radio en Italie
- Liste des stations de radio au Kazakhstan
- Liste des stations de radio en Lettonie
- Liste des stations de radio au Liechtenstein
- Liste des stations de radio en Lituanie
- Liste des stations de radio au Luxembourg
- Liste des stations de radio en Macédoine
- Liste des stations de radio à Malte
- Liste des stations de radio en Moldavie
- Liste des stations de radio à Monaco
- Liste des stations de radio au Monténégro
- Liste des stations de radio en Norvège
- Liste des stations de radio aux Pays-Bas
- Liste des stations de radio en Pologne
- Liste des stations de radio au Portugal
- Liste des stations de radio en République tchèque
- Liste des stations de radio en Roumanie
- Liste des stations de radio au Royaume-Uni
- Liste des stations de radio en Russie
- Liste des stations de radio à Saint-Marin
- Liste des stations de radio en Serbie
- Liste des stations de radio en Slovaquie
- Liste des stations de radio en Slovénie
- Liste des stations de radio en Suède
- Liste des stations de radio en Suisse
- Liste des stations de radio en Turquie
- Liste des stations de radio en Ukraine
- Liste des stations de radio au Vatican